# شیطان تپه سی
شیطان تپه سی مربوط به دوره ساسانیان -قرون اولیه دوران‌های تاریخی پس از اسلام است و در شهرستان میانه، بخش کاغذ کنان، قراجه اربط واقع شده و این اثر در تاریخ ۱۰ خرداد ۱۳۸۲ با شمارهٔ ثبت ۸۹۰۴ به‌عنوان یکی از آثار ملی ایران به ثبت رسیده است.